# Teoría del sustrato vascónico

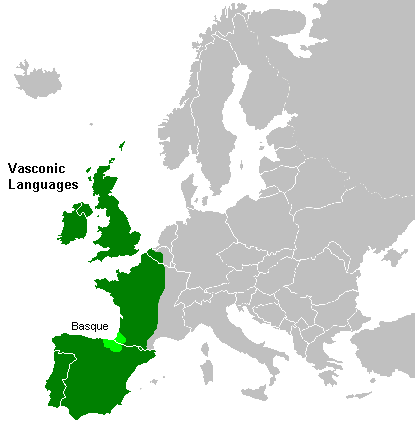
Área propuesta para la expansión del sustrato vascónico.

La teoría del sustrato vascónico es una hipótesis propuesta por el lingüista alemán Theo Vennemann, según la cual muchos idiomas de Europa occidental contienen restos de una antigua familia lingüística de la cual el euskera es la única sobreviviente.

## Hipótesis
Según Vennemann, las lenguas vascónicas estuvieron una vez extendidas por el continente europeo antes de ser reemplazadas en su mayoría por las lenguas indoeuropeas. Reliquias de esos idiomas incluyen topónimos en la Europa Central y Occidental y algunos vocablos que no pueden atribuirse al ancestro común indoeuropeo.
Según la hipótesis de Vennemann, después de la última Edad de hielo pueblos vascónicos procedentes del norte de la península ibérica se asentaron en la Europa Occidental y dieron nombres a los ríos y lugares, nombres que a menudo persisten actualmente a pesar de estar en regiones donde ahora se hablan lenguas indoeuropeas. Se basa en los paralelismos en la hidronimia europea, ya señalados por Hans Krahe, y en paralelismos culturales encontrados por Marija Gimbutas, que presuponen sustratos antiguos preindoeuropeos. Theo Vennemann cree que uno de los sustratos es el vascónico porque los elementos típicos de topónimos preindoeuropeas se pueden explicar a través de la lengua vasca, por ejemplo, el elemento aran, vasco unificado haran "valle", en nombres como Valle de Arán, Arundel o Arendal.
Otra prueba del sustrato vascónico, según Vennemann, es la persistencia de vigesimal (numeración con base 20) que, además de en euskera, se encuentra en las lenguas celtas, el francés y el danés.
Vennemann también presenta pruebas de la genética y los tipos de sangre compartidos por vascos con poblaciones de la Europa occidental y central, especialmente en las zonas típicas de refugio, como las montañas. El lingüista finlandés Kalevi Wiik planteó desde el año 1999 que el euskera actual es el resto de un grupo de lenguas que se hablaron en tiempos paleolíticos en todo el occidente europeo y que vio reducido su ámbito de influencia debido a la expansión indoeuropea. Indica, además, que esa observación coincide con la distribución homogénea en el área atlántica del haplogrupo R1b del cromosoma Y.

## Críticas
Varios lingüistas han criticado la hipótesis de Vennemann. 
Una reseña crítica fue publicada en 2006 por Philip Baldía y Richard Pageb.
El lingüista británico P.R. Kitson confrontó las teorías de Vennemann y alegó que la probabilidad de que la toponimia e hidronimia tengan orígenes indoeuropeos es mayor. El lingüista alemán Dieter Steinbauer argumentó que una lengua aislada como el euskera no es apta para la reconstrucción de una lengua sustrato, ya que hay pocos datos históricos para la misma y que esta sí ha adoptado muchas palabras de lenguas indoeuropeas. 
Steinbauer criticó también a Vennemann por asumir raíces vascas con grupos de consonantes iniciales, por no tener en cuenta las indicaciones de que el idioma etrusco parece más relacionado con las lenguas occidentales de Anatolia, y por varias fallas metodológicas.
El estudioso del euskera R. L. Trask, después de muchas críticas puntuales a los métodos seguidos por Vennemann, concluye que ha identificado una lengua aglutinante, pero sin relación con el euskera y que podría tratarse simplemente de indoeuropeo, como ha sido la opinión de Krahe, Tovar, De Hoz, Kitson, Villar y otros investigadores. Joseba Andoni Lakarra, investigador del protoeuskera, critica las tesis de Vennemann, diciendo, como Trask, que utiliza raíces vascas modernas que no se corresponden al vasco arcaico. Asimismo opina Lakarra que, aunque el euskera actual es una lengua aglutinante, cree que hay motivos para creer que antiguamente no lo era.

## Las pruebas genéticas

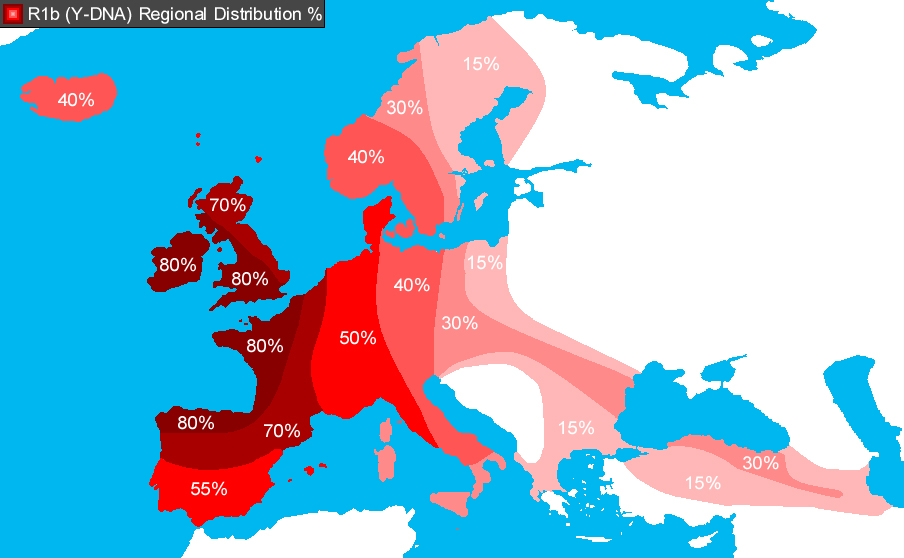
Distribución del haplogrupo R1b del cromosoma Y, predominante en el norte de España, occidente de Francia, Irlanda y Gran Bretaña.

En 2001, un estudio científico reveló que vascos y celtas son «genéticamente hermanos de sangre». A esta conclusión llegó un equipo de investigadores del University College London (UCL) que, después de haber analizado y comparado los modelos genéticos de vascos, celtas de Gales y celtas de Irlanda, ha concluido que son «increíblemente similares».
Según la teoría del profesor Stephen Oppenheimer de la Universidad de Oxford, el investigador David Goldstein de la University College London y el lingüista alemán Theo Vennemann, tanto los habitantes de Irlanda como los de Gran Bretaña (especialmente los de Gales y Escocia) tendrían su origen en el País Vasco y sus antepasados vascos habrían viajado hacia el norte cruzando Las Landas, Aquitania y Bretaña a las islas británicas en una época en la que el nivel del mar era más bajo que el actual y las actuales islas británicas estaban unidas al continente europeo, lo que habría hecho posible dicha migración.
Oppenheimer indicó que se realizó una investigación con 10 000 habitantes de las islas británicas: entre el 95% y el 58% del componente genético de estos voluntarios coincidía con la de los vascos, lo que echaba por tierra la teoría de que los habitantes de las islas británicas eran descendientes genéticos directos de los celtas.
El 90% del componente genético de los voluntarios irlandeses correspondía con el de los vascos, el 80% del de los galeses y el 70% del de los escoceses e ingleses. Por lo tanto, serían dos tercios de los habitantes de esas islas los que tendrían un origen común con los vascos. Más tarde se dieron las invasiones de vikingos y normandos a las islas británicas, de los cuales sus actuales habitantes, especialmente los ingleses y parte de los escoceses, serían sus descendientes un 5% de los vikingos y un 5% de los normandos.
Según Dan Bradley, genetista del Universidad Trinity College de Dublín «hay una concordancia significativa entre los orígenes genéticos irlandeses y vascos».
En palabras de dicho investigador, «cuando se mira a todos estos elementos en su conjunto, empieza a observarse una imagen que nos deja ver que, a lo largo de toda la costa atlántica de Europa -que incluye más o menos todas las áreas celtas y la zona pirenaica, incluyendo Euskal Herria- se producen amplias similitudes tanto en el cromosoma Y como en el ADN mitocondrial y, hasta cierto punto, también en el de algunos grupos sanguíneos: por ejemplo, el grupo O. De entre los diversos haplogrupos de ADN mitocondrial humano que se encuentran en Europa, existiría un vínculo entre el haplogrupo H de ADNmt -mtDNA-, el sustrato vascónico.

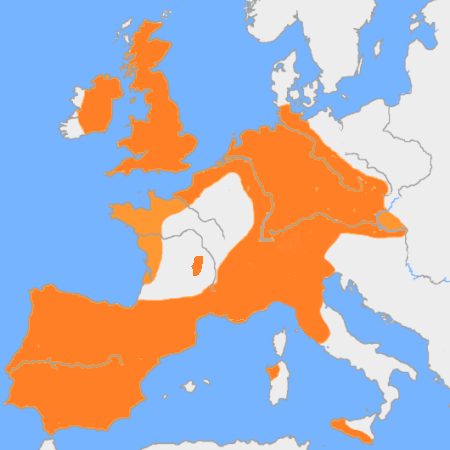
Expansión de la cultura del vaso campaniforme.

Los análisis genéticos de restos antiguos encontrados en Europa hasta el momento permiten afirmar que el haplogrupo H de AdN mitocondrial propiamente dicho solamente se ha encontrado en Europa, aunque con baja frecuencia, en restos humanos a partir del Neolítico temprano, hace 7.450 años, en tres variantes de H1, así como H23, H26, H46 y H88. La diversidad del haplogrupo H en Europa aparece a partir del Neolítico Medio, en restos de hace aproximadamente 6.100 a 5.500 años, en los cuales se han encontrado también los haplogrupos H3, H5, H7, H10, H16 y H89. Una mayor diversidad y el aumento de la frecuencia fue el resultado de contribuciones genéticas sustanciales de sucesivas culturas paneuropeas y en particular la cultura del vaso campaniforme, que se expandió desde la península ibérica en el Neolítico Tardío, hace unos 4.800 años. A partir de entonces se difundieron H2, H3, H4, H11, H13, H16, además de H1.
De acuerdo con lo anterior, la expansión del sustrato antiguo europeo o vascónico habría ocurrido en forma articulada con la expansión de la cultura del vaso campaniforme hace unos 4.800 años. Como esta cultura estuvo presente en Irlanda y Gran Bretaña, puede pensarse que en esa época el mar ya no era visto como un impedimento insalvable para comunicarse, sino como una oportunidad. Si se mira el suroeste de Irlanda, su zona más accesible por mar es por el suroeste de la isla de Gran Bretaña, Bretaña y el golfo de Vizcaya. El sustrato antiguo vascónico habría antecedido entonces la llegada de las lenguas indoeuropeas a Europa y en particular antes de la expansión de las lenguas celtas por la Europa central y occidental, que solamente habría comenzado hace unos tres mil años, desarrollándose entre los años 1000 y 500 a. C.